# Hotel El Palace (Barcelona)
O antigo Hotel Ritz, actualmente Hotel O Palace, é um edifício da cidade espanhola de Barcelona.

## Descrição
O edifício foi projectado pelo arquitecto Eduard Ferrès Puig. O antigo hotel Ritz foi fundado em 1919, com iniciativa de César Ritz. O novo estabelecimento inspirou-se nos hotéis madrilenos.
Durante a Guerra Civil Espanhola, foi ocupado por forças esquerdistas. Em 1940, se alojou em suas paredes o líder nazista Heinrich Himmler, em sua visita a Espanha. Nesta mesma década, foi adquirido por Julio Muñoz Ramonet. Em 2005, um juiz obrigou o hotel a mudar seu nome para Hotel El Palace.